# Дементьєв Микола Тимофійович
Мико́ла Тимофійович Деме́нтьєв (рос. Николай Тимофеевич Дементьев; нар. 14 (27) липня 1915, Петроград — пом. 5 червня 1994, Москва) — радянський футболіст і тренер. Нападник, зокрема «Динамо» (Ленінград), «Динамо» (Москва) і «Спартака» (Москва). Чемпіон СРСР 1940, 1952 і 1953. Володар Кубка СРСР 1946, 1947 і 1950. Заслужений майстер спорту СРСР (1947). Нагороджений орденом Трудового Червоного Прапора (1957). Брат футболіста Петра Дементьєва.

## Життєпис

### Кар'єра гравця
У футбол починав грати за команду ленінградської фабрики ім. С. Халтуріна (1929—1933). У 1934—1935 грав у «Динамо» (Ленінград); 1936 (весна) — «Динамо-клубна» (Леніград); 1936 (осінь) — «Спартак» (Ленінград).
Сезон 1937 почав у БЧА (Ленінград), потім повернувся до команди ленінградського «Динамо», що виступала в вищій лізі.
У 1940 році перейшов до «Динамо» (Москва), де відразу ж у сезоні 1940 став чемпіоном СРСР, забивши за сезон 15 м'ячів. У воєнні роки залишався у складі московської команди, провів за неї сезон 1945, брав участь у турне «Динамо» по Великій Британії в 1945 році.
У 1946 році перейшов до «Спартака» (Москва), де провів решту кар'єри. У складі москвичів виграв чемпіонати Радянського Союзу 1952 і 1953, тричі здобув Кубок СРСР (1946, 1947 і 1950). Відзначився своїм футбольним довголіттям — останній сезон у складі «Спартака» (1954) провів у віці 39 років.
Лівий напівсередній нападник з гарною технікою. Віддавав точні й несподівані передачі, мав сильний удар, часто забивав з далекої відстані. Мав лише 36 розмір ноги, тому бив по м'ячу у певну точку, що надавало йому задану траєкторію.
Виступав за збірні Москви та РРСФР. Провів 8 неофіційних ігор за збірну СРСР (1952—1954).

### Тренерська діяльність
У 1956—1959 роках працював тренером у ФШМ (Футбольна школа молоді, Москва), з літа 1959 до 1964 і з літа 1966 до літа 1967 — помічник тренера «Спартака» (Москва).
Головний тренер «Карпат» Львів (1965 — липень 1966) і «Шинника» Ярославль (вересень 1967 — серпень 1968). Тренер «Трудових резервів» (Москва) у 1969—1974 роках, СК «Іскра» (Москва) — 1975—1976, СК «М'ясокомбінат» (Москва) — у 1978—1983 роках.

## Титули та досягнення
- Чемпіон СРСР: 1940, 1952 і 1953
- Володар кубка СРСР: 1946, 1947 і 1950
- у списку 33 найкращих: 1938 — № 1, 1948 — № 3, 1950 — № 1 (офіційно укладені списки); 1939 — № 3, 1940 — № 1, 1940 — № 1, 1941 — № 1, 1942 — № 1, 1946 — № 3, 1947 — № 2, 1949 — № 2, 1952 — № 3, 1953 — № 3, 1954 — № 2 (неофіційна класифікація)